# Oxyoppia polita
Oxyoppia polita är en kvalsterart som beskrevs av P. Balogh 1984. Oxyoppia polita ingår i släktet Oxyoppia och familjen Oppiidae. Inga underarter finns listade i Catalogue of Life.